# Возвращённая молодость
«Возвращённая молодость» — научно-художественная повесть Михаила Михайловича Зощенко, впервые опубликованная на страницах литературного журнала «Звезда» в 1933 году. Входит в своеобразную трилогию вместе с «Голубой книгой» и повестью «Перед восходом солнца».
В основе сюжета лежит рассказ о профессоре астрономии Волосатове, влюбившемся и решившем изменить свою жизнь. Произведение состоит из трёх частей: научное рассуждение, повесть и комментарии к ней. Повесть занимает меньше трети текста, комментарии составляют примерно половину объёма, остальное (шестая часть) представляет собой научное рассуждение.

## История написания книги
Писатель с малых лет страдал нервным недугом, который казался ему непонятным и неизлечимым. Лекарства не помогали, от прописанных врачом водных процедур становилось хуже. В 1926 году наступил кризис, когда Зощенко перестал есть и чуть не погиб от голода. Именно тогда писатель решил, что никто, кроме него самого, не в состоянии ему помочь. Поэтому «Возвращённую молодость» можно охарактеризовать как повествование о том, как научиться управлять своим здоровьем, как собственными руками сделать долгую и плодотворную жизнь.

Я встречался с писателем в ту пору, когда в Ленинграде уже не было издательства, не сделавшего ему лестного предложения, когда учёные самым серьёзным образом говорили о лингвистическом феномене писателя, а в издательстве «Академия» подготавливалась о нём книга. И даже тогда время от времени Зощенко впадал в состояние подавленности, сомневался в ценности своих произведений. У меня не было сомнений: он страдал циклотимией, болезнью, выражающейся в смене настроений — от нормального до тяжелейшей хандры. И вот в одно прекрасное время Михаил Михайлович решил эту болезнь победить — почти без помощи врачей, своей волей и интеллектом. И, надо сказать, эксперимент ему удался.— Портнов, Анатолий Александрович. Смена, 1972, №1074 (февраль), стр. 27
Сам автор признавал, что, с одной стороны, его сочинение является художественным произведением, в котором есть сюжет и «сердечные переживания героев». С другой стороны, «Возвращенная молодость» приближена к научной работе.

## Мнения о книге
В конце 1933 года и в начале 1934-го прошли литературные диспуты о том, является ли «Возвращённая молодость» результатом «перестройки» автора или же книга продолжает начатые Зощенко темы. Оценки читателей, среди которых были представители медицинской науки, резко отличались друг от друга.
Горький, ознакомившись с повестью до опубликования, оценил её как «замечательную вещь» и помог появлению её на свет.
Народный комиссар здравоохранения Н. Семашко, посвятивший «Возвращённой молодости» большую статью, основной акцент сделал на медицинском аспекте:

Самая главная заслуга книги товарища Зощенко, целиком оправдывающая появление её в свет, — это призыв к «организации жизни», к «сохранению и укреплению умственной» (да и физической) «энергии». Хвала товарищу Зощенко за это!— «Литературная газета», 1934, 6 апреля
В то же время некоторые рецензенты обрушились на Зощенко с критикой. Так, автор публикации «В поисках формулы молодости» («Литературный Ленинград», 1934, 23 апреля) пришёл к выводу, что «титанические страсти больших людей» писатель свёл к «капризам желудочного сока». В статье «Победа или поражение» («Литературная газета», 1934, 26 марта) автора повести упрекнули в том, что он «обошёл такой важный момент, как деятельность внутренней секреции». Критик Е. Журбина («Литературный Ленинград», 1934, 8 мая) пришла к выводу, что не писатель «изуродовал» своё произведение, а те читатели, которые «взаправду решили отыскать в повести некий секрет возвращённой молодости».
Столь разное восприятие одного произведения произошло, по мнению литературоведа Анатолия Старкова, не только потому, что автор затронул вопросы, считавшиеся привилегией «чистой медицины», но и потому, что ряд читателей действительно стремились найти в его книге «некий всеобщий рецепт сохранения здоровья».